# Uwe Knodel
Uwe Knodel (* 28. Juli 1955) ist ein ehemaliger deutscher Fußballspieler und -trainer.

## Laufbahn
Knodel spielte in Hamburg beim TSV Sasel, bei Duwo 08 und beim SC Concordia. 1978/78 bestritt er für Wacker Berlin 36 Spiele in der 2. Fußball-Bundesliga, stieg mit der Mannschaft aber ab. 1979 wurde der Mittelfeld- und Angriffsspieler mit Wacker Meister der Oberliga Berlin. Er wechselte zur Spielzeit 1979/80 zu Holstein Kiel in die 2. Fußball-Bundesliga und stand in den Farben der Fördestädter in 16 Zweitliga-Begegnungen auf dem Platz. Dabei erzielte er ein Tor.
Ab Sommer 1980 stand er im Aufgebot des FC St. Pauli in der Oberliga, war wegen der Reamateurisierung jedoch erst ab November 1980 spielberechtigt. In der Saison 1980/81 gewann er mit St. Pauli den Meistertitel in der Oberliga Nord und zog ins Endspiel um die deutsche Amateurmeisterschaft ein, welches jedoch gegen die 1. FC Köln Amateure verloren wurde. Ab 1982 spielte er bei Altona 93, dort wurde Willi Reimann sein Trainer. Er war Mitglied der Hamburger Amateurauswahl. In Altona war der hauptberuflich als kaufmännischer Angestellter beschäftigte Knodel neben seiner Spielertätigkeit auch Jugendtrainer. Im Vorfeld der Saison 1986/87 trat er bei Altona 93 das Amt des Trainers der Herrenmannschaft (Oberliga) an. In seinem ersten Amtsjahr führte Knodel die Mannschaft ins Endspiel des Hamburger Pokalwettbewerbs sowie in der Oberliga auf den elften Tabellenrang. In der Spielrunde 1987/88, Knodels zweiter und letzter als Altonas Trainer, erreichte er mit der Mannschaft in der Oberliga den zwölften Rang. Im Laufe der Saison, im Oktober 1987, hatte Altona 93 für Aufsehen gesorgt, als der stellvertretende Vereinsvorsitzende zurücktrat, nachdem er eigenmächtig ein Gespräch mit Caspar Memering geführt hatte, um diesen als Knodels sofortigen Nachfolger zum Verein zu holen, wozu es nicht kam. Im April 1988 wurde Knodel von Altona 93 die Kündigung zum Saisonende 1987/88 ausgesprochen.
Mit Beginn der Saison 1988/89 war Knodel wieder Spieler und verstärkte die Amateure des Hamburger SV in der Verbandsliga. Ab Mitte November 1988 sollte er zusätzlich die A-Jugend des HSV als Trainer betreuen, wogegen sich die Mannschaft aus Ablehnung gegen die Beurlaubung ihres vorherigen Trainers Günter Meier zunächst sperrte, ehe Knodel doch die Betreuung der Mannschaft übernahm. Nach dem Ende der Saison 1988/89 hörte Knodel bei den HSV-Amateuren als Spieler auf und widmete sich ganz seiner Trainertätigkeit bei der A-Jugend der Hamburger.
1990/91 war Knodel Trainer des FC Ellas Harburg in der Landesliga und sprang zwischenzeitlich auch als Spieler ein. Im September 1990 wurde seine Rückkehr als Trainer zum Oberligisten Altona 93 vermeldet, Knodel verzichtete wenige Tage später aus „menschlichen Gründen“ auf den Wechsel und setzte seine Arbeit beim FC Ellas fort. 1991 wechselte er zum Harburger TB. Während er Trainer beim HTB war, spielte Knodel gelegentlich für den SC Wentorf in der Kreisliga. Den Harburger TB führte er als Trainer 1992 zum Aufstieg in die Verbandsliga und 1994 in die Oberliga Hamburg/Schleswig-Holstein. Beim HTB blieb er bis September 1995 im Amt und wurde dann von Bert Ehm abgelöst, nachdem die Mannschaft unter Knodel im vorherigen Verlauf der Saison 1995/96 aus acht Partien lediglich zwei Punkte geholt hatte. Im Frühling 1996 übernahm Knodel für wenige Tage das Traineramt beim SC Victoria Hamburg, ehe ihm Franz Gerber, Manager des TuS Celle FC, ein Angebot unterbreitete, welches Knodel annahm und somit als Trainer zum niedersächsischen Regionalligisten wechselte. Er blieb nur wenige Monate, bis zum Ende der Saison 1995/96, in Celle, und schloss das Spieljahr mit der Mannschaft als Tabellendritter ab.